# Буйон, Жан-Кристоф
Жан-Кристо́ф Жоэ́ль Луи́ Буйо́н (фр. Jean-Christophe Joël Louis Boullion, 27 декабря 1969, Сен-Бриё) — французский автогонщик, пилот «Формулы-1».

## Биография
В 1982 году начал заниматься картингом, был победителем национального чемпионата Франции по картингу. В 1989 году перешёл в Формулу-Форд, на следующий год — в Формулу-3. В 1994 году выиграл международный чемпионат Формулы-3000 и стал тест-пилотом команды Формулы-1 Williams. В 1995 году параллельно с работой в Williams выступал в чемпионате мира Формулы-1 за команду Sauber. Заменял Карла Вендлингера, который вернулся в Формулу-1 после тяжёлой травмы, полученной в Гран-при Монако 1994 года, но не смог выйти на свой прежний уровень и поэтому был заменён на Буйона. Набрал очки в Гран-при Германии (5 место) и Гран-при Италии (6 место), однако после Гран-при Тихого океана был обратно заменён на Вендлингера. В общем зачёте занял 16 место, набрав 3 очка. На следующий год ушёл в гонки кузовных автомобилей, стартовал в Ле-Мане. С 2001 по 2003 год участвовал в чемпионате FIA Sportscar, c 2004 года соревнуется в Европейской серии Ле-Ман. Дважды был чемпионом серии Ле-Ман в своём классе (автомобиль Pescarolo C60) в 2005 и 2006 годах, причём в 2006 году выиграл в серии все гонки, в которых стартовал.

## Результаты гонок в Формуле-1
| Легенда к таблице |                                                                    |
| --- | ------------------------------------------------------------------ |
| В таблице перечислены результаты всех Гран-при Формулы-1, в которых принимал участие гонщик. Строками таблицы являются сезоны, столбцами — этапы чемпионата мира. В каждой клетке указаны сокращённое название этапа и результат, дополнительно обозначенный цветом. Расшифровка обозначений и цветов представлена в нижеследующей таблице. |                                                                    |
| \| Пример \| Описание \| \| ------------ \| ------------------------------------------------------------------ \| \| 1 \| Победитель \| \| 2 \| Второе место \| \| 3 \| Третье место \| \| 5 \| Финишировал, заработав очки \| \| Сход \| Не финишировал, но при этом заработал очки \| \| 12 \| Финишировал, не получив очков \| \| НКЛ \| Финишировал, но не попал в финальную классификацию \| \| 15 \| Участвовал вне зачёта, либо по отдельной классификации \| \| 18 \| Не финишировал, но попал в финальную классификацию \| \| Сход \| Не финишировал \| \| НКВ \| Не прошёл квалификацию \| \| НПКВ \| Не прошёл предквалификацию \| \| ДСК \| Дисквалифицирован \| \| ИСК \| Исключён из протокола соревнований \| \| ТТ \| Заявлен для участия только в тренировках \| \| НС \| Участвовал в квалификации, но не стартовал в гонке \| \| Т \| Травмирован или болен \| \| ОТК \| Отказ от участия \| \| НТР \| Прибыл на соревнования, но на трассу не выезжал \| \| НПР \| Был заявлен в числе участников, но не прибыл к началу соревнований \| \| О \| Соревнования отменены \| \| \| Не участвовал \| \| Поул-позиция \| \| \| Быстрый круг \| \| |                                                                    |
| Пример | Описание                                                           |
| 1 | Победитель                                                         |
| 2 | Второе место                                                       |
| 3 | Третье место                                                       |
| 5 | Финишировал, заработав очки                                        |
| Сход | Не финишировал, но при этом заработал очки                         |
| 12 | Финишировал, не получив очков                                      |
| НКЛ | Финишировал, но не попал в финальную классификацию                 |
| 15 | Участвовал вне зачёта, либо по отдельной классификации             |
| 18 | Не финишировал, но попал в финальную классификацию                 |
| Сход | Не финишировал                                                     |
| НКВ | Не прошёл квалификацию                                             |
| НПКВ | Не прошёл предквалификацию                                         |
| ДСК | Дисквалифицирован                                                  |
| ИСК | Исключён из протокола соревнований                                 |
| ТТ | Заявлен для участия только в тренировках                           |
| НС | Участвовал в квалификации, но не стартовал в гонке                 |
| Т | Травмирован или болен                                              |
| ОТК | Отказ от участия                                                   |
| НТР | Прибыл на соревнования, но на трассу не выезжал                    |
| НПР | Был заявлен в числе участников, но не прибыл к началу соревнований |
| О | Соревнования отменены                                              |
| | Не участвовал                                                      |
| Поул-позиция |                                                                    |
| Быстрый круг |                                                                    |

| Сезон | Команда | Шасси      | Двигатель | Ш | 1   | 2   | 3   | 4   | 5     | 6        | 7        | 8     | 9     | 10     | 11     | 12    | 13     | 14       | 15       | 16  | 17  | Место | Очки |
| ----- | ------- | ---------- | --------- | - | --- | --- | --- | --- | ----- | -------- | -------- | ----- | ----- | ------ | ------ | ----- | ------ | -------- | -------- | --- | --- | ----- | ---- |
| 1995  | Заубер  | Sauber C14 | Форд      | G | БРА | АРГ | САН | ИСП | МОН 8 | КАН Сход | ФРА Сход | ВЕЛ 9 | ГЕР 5 | ВЕН 10 | БЕЛ 11 | ИТА 6 | ПОР 12 | ЕВР Сход | ТИХ Сход | ЯПО | АВС | 16    | 3    |